# Comuna Tovste, Semenivka
Tovste (în ucraineană Товсте) este o comună în raionul Semenivka, regiunea Poltava, Ucraina, formată din satele Badorivka, Cervonîi Lîman, Hrebli, Nova Oleksandrivka, Novoselîțea, Sliuzivka și Tovste (reședința).

## Demografie
Componența lingvistică a comunei Tovste
     Ucraineană (96,14%)
     Rusă (3,3%)
     Alte limbi (0,32%)
Conform recensământului din 2001, majoritatea populației comunei Tovste era vorbitoare de ucraineană (96,14%), existând în minoritate și vorbitori de rusă (3,3%).